# صراع (فلم)
صراع  فيلم تونسي من إخراج المنصف بربوش، ويروي معاناة الإسلاميين في عهد حكم بن علي لتونس.

## بطولة
- صالح الجدي
- حسين محنوش
- صلاح مصدق
- هشام رستم
- حليمة داود
- لمياء العمري

## روابط خارجية
- مقالات تستعمل روابط فنية بلا صلة مع ويكي بيانات